# Liparis adamsii
Liparis adamsii är en orkidéart som beskrevs av George Richardson Proctor. Liparis adamsii ingår i släktet gulyxnen, och familjen orkidéer.
Artens utbredningsområde är Jamaica. Inga underarter finns listade i Catalogue of Life.